# Iunu
Iunu var en by i oldtidens Egypten. På græsk hed den Solby, Heliopolis. Her lå solens hovedtempel.
I dag er Iunu dækket af en af Kairos nordlige forstæder. Af oldtidsbyen er stort set ikke sten på sten tilbage. Stenene er slæbt til Alexandria, Rom, Konstantinopel og Kairo for at blive genbrugt. Vi ved derfor meget lidt om hvordan det vigtigste tempel for Ra så ud.
I templet fandtes Ben-ben, en hellig sten der symboliserede den urhøj som spiller så stor en rolle i nogle af de egyptiske skabelsesberetninger.
De første pyramider ligger alle på steder med god udsigt til Iunu. Der er en teori om at de små soltempler som nogle af de senere pyramidebyggere byggede samtidig med, men ikke tæt på, deres pyramider, skal fortsætte denne sigtelinje. Fra pyramiden kan men se dens private soltempel, fra dette kan man se hovedtemplet i Iunu.
Den offentlige trafik: Består af 6 sporvognslinjer og en del buslinjer.
Sporvognsnettet åbnede den 5. september 1908. Det er metersporet.
Kilde:
Stephen Quirke: The Cult of Ra

## Ekstern henvisning
- Heliopolis Light Rail Metro med links til jernbanens og tramways historie Arkiveret 11. oktober 2008 hos  Wayback Machine

30°07′46.3″N 31°17′20″Ø / 30.129528°N 31.28889°Ø